# EPrix van Putrajaya
De ePrix van Putrajaya is een race uit het Formule E-kampioenschap. In 2014 was de race het toneel van de tweede Formule E-race uit de geschiedenis. De race wordt gehouden op het Putrajaya Street Circuit.

## Geschiedenis
De eerste ePrix van Putrajaya werd gehouden op 22 november 2014 en werd gewonnen door Sam Bird, die uitkwam voor het team Virgin Racing.

## Resultaten
| Editie | Seizoen   | Circuit   | Winnaar                                   | Tweede                         | Derde                          | Pole position                  | Snelste ronde                   |
| ------ | --------- | --------- | ----------------------------------------- | ------------------------------ | ------------------------------ | ------------------------------ | ------------------------------- |
| 1      | 2014-2015 | Putrajaya | Sam Bird Virgin Racing                    | Lucas di Grassi Audi Sport ABT | Sébastien Buemi e.dams Renault | Nicolas Prost e.dams Renault   | Jaime Alguersuari Virgin Racing |
| 2      | 2015-2016 | Putrajaya | Lucas di Grassi ABT Schaeffler Audi Sport | Sam Bird DS Virgin Racing      | Robin Frijns Amlin Andretti    | Sébastien Buemi Renault e.Dams | Sébastien Buemi Renault e.Dams  |